# Goulds Waran

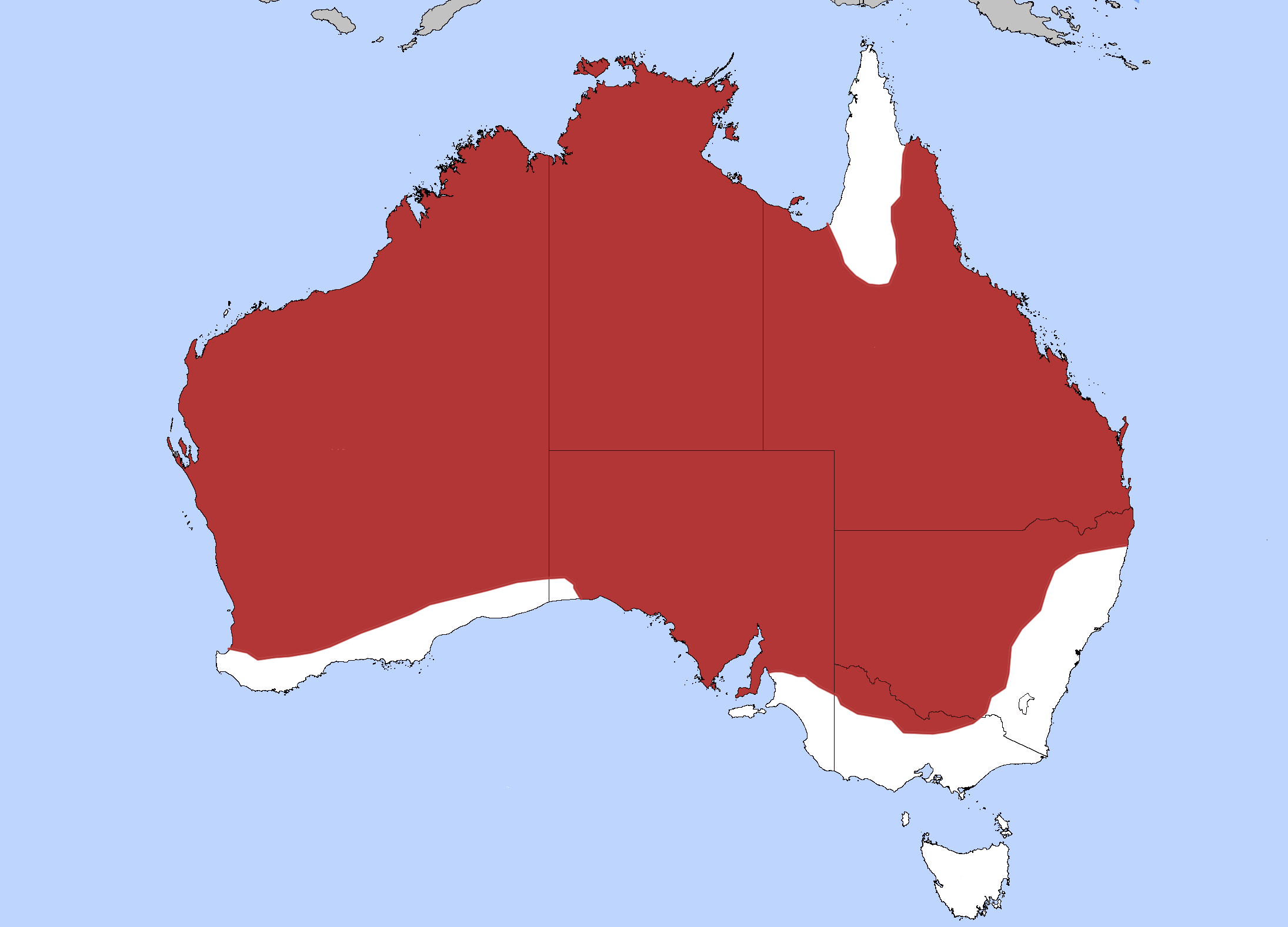
Verbreitungsgebiet innerhalb Australiens

Goulds Waran (Varanus gouldii) ist eine große Echsenart aus Australien und dem Süden Neuguineas. Er wird 1,40 Meter lang, die Kopf-Rumpflänge beträgt maximal 67 Zentimeter bei Männchen und 43 Zentimeter bei Weibchen. Die Tiere können ein Gewicht von 5 kg erreichen.
Drei Unterarten werden unterschieden:
- V. gouldii gouldii, lebt im äußersten Norden von Western Australia und des Northern Territory, sowie auf einigen Inseln vor der australischen Nordküste.
- V. gouldii hornii kommt im Süden Neuguineas vor.
- V. gouldii rubidus, lebt im zentralen Western Australia.

Die Populationen auf den Inseln der Torres-Straße wurden bisher keiner Unterart zugeordnet.

## Lebensweise
V. gouldii gouldii lebt vor allem an Flüssen, in Mangroven und an der Meeresküste und wird nur selten weiter als 200 Meter vom nächsten Wasser entfernt angetroffen. Seine selbstgegrabenen Erdhöhlen fertigt er oft an den Böschungen ausgetrockneter Flüsse an. V. gouldii rubidus lebt in wesentlich trockeneren Gegenden. Er gräbt Höhlen in den Erdboden, die 1,30 Meter tief werden können. Seine Lebensweise ist ebenso wie die von V. gouldii hornii weitgehend unbekannt.

## Ernährung
Goulds Waran ernährt sich von kleinen Säugetieren, Vögeln, kleineren Reptilien (Schlangen, Skinke, Agamen, Kleine Warane), den Eiern von Vögeln, Echsen und Schildkröten, von Fröschen und Krebsen. Bei Gelegenheit frisst er auch Aas, auch an Kadavern von größeren Tieren wie Kängurus.

## Fortpflanzung
Goulds Waran pflanzt sich in der Regenzeit fort. Das einzige Gelege im Jahr umfasst maximal 11 bis 13 Eier. In einer Zucht in Gefangenschaft schlüpften die Jungwarane bei einer Bruttemperatur von 28 °C nach 210 bis 229 Tagen und waren dann schon 30 Zentimeter lang. Bei V. gouldii gouldii wurde dagegen eine Länge von 10,5 Zentimeter für die Schlüpflinge angegeben.

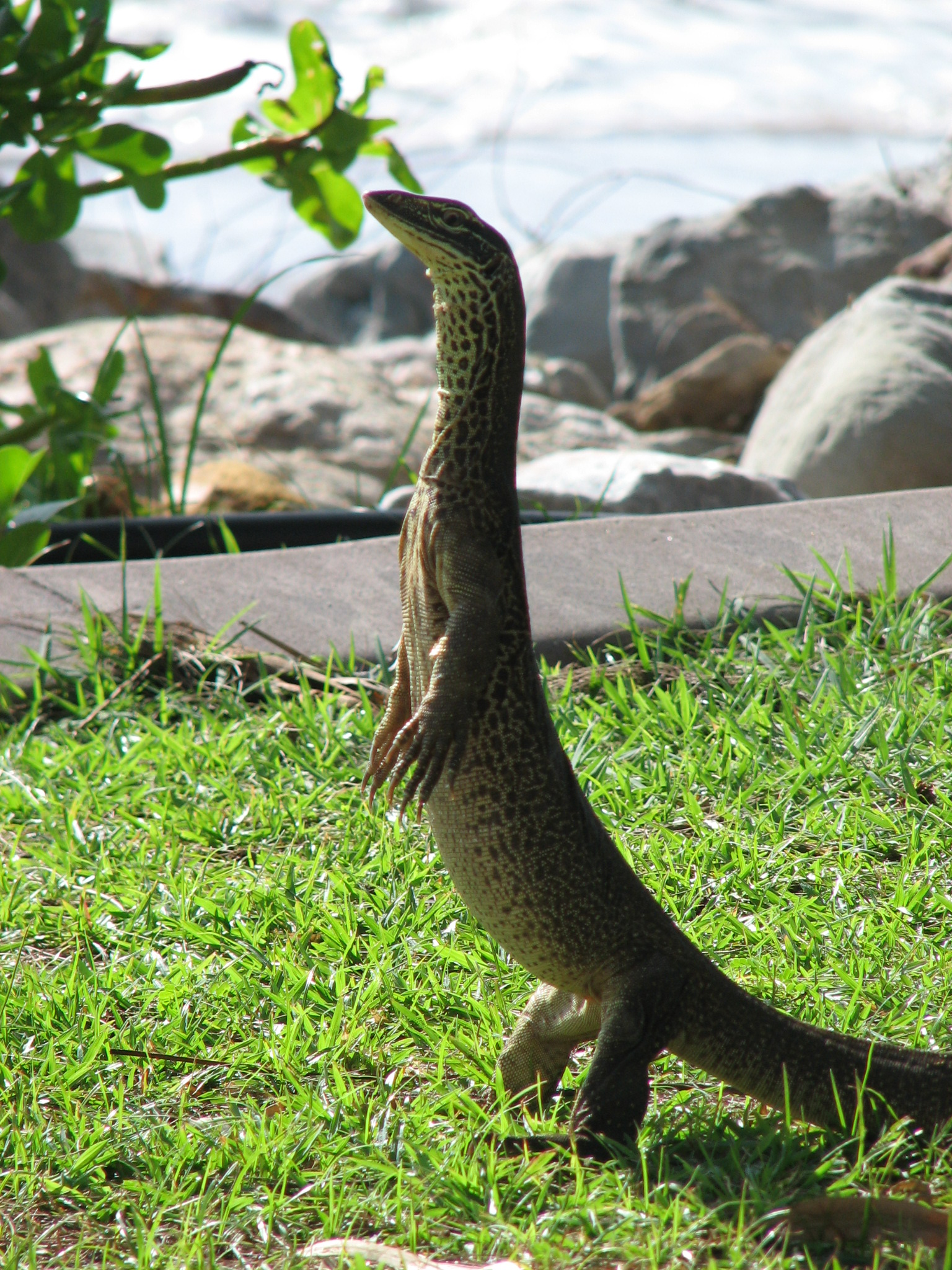
Goulds Waran in aufgerichteter Position
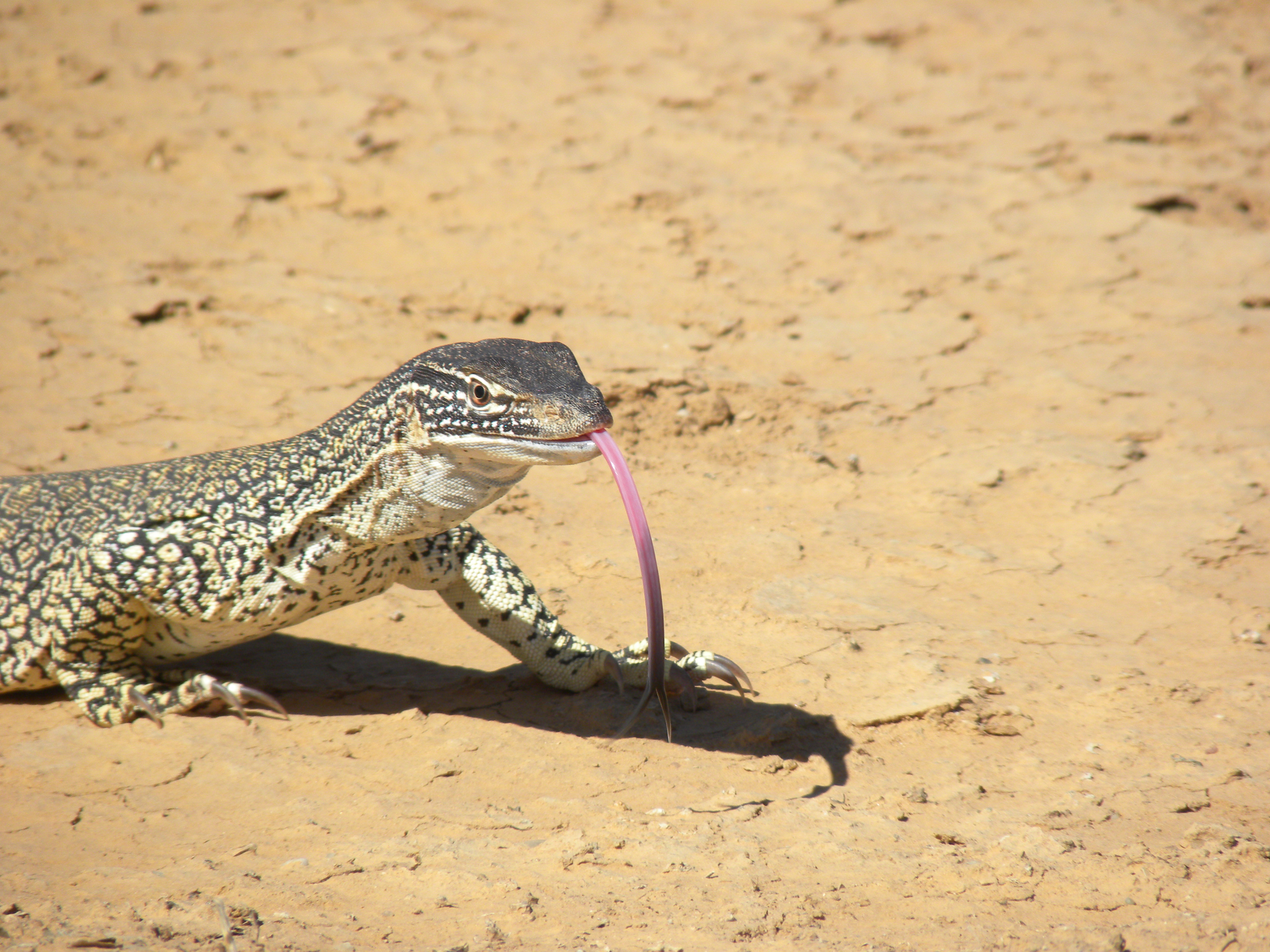
Mit herausgestreckter Zunge
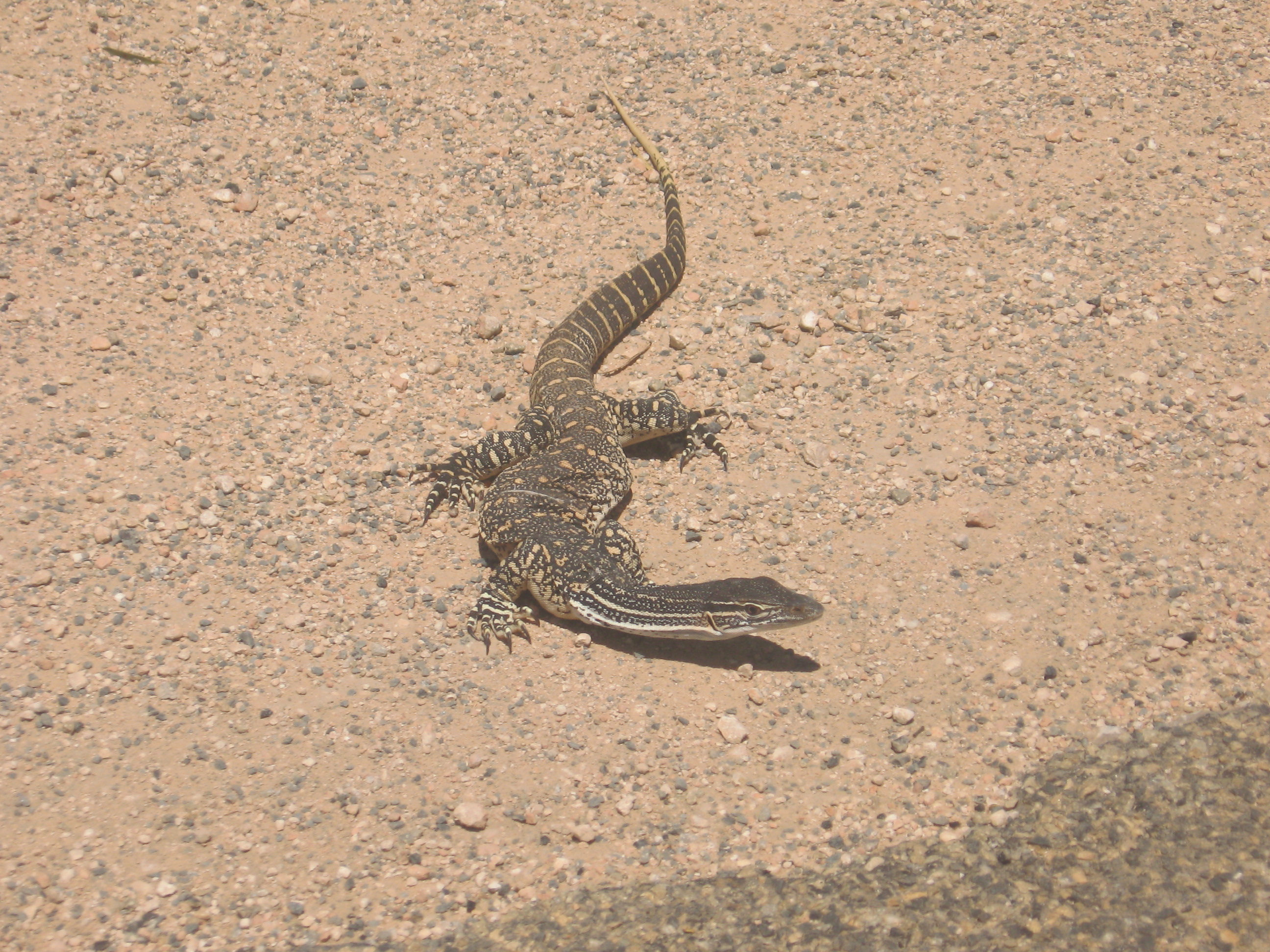
Goulds Waran im Murray-Sunset-Nationalpark
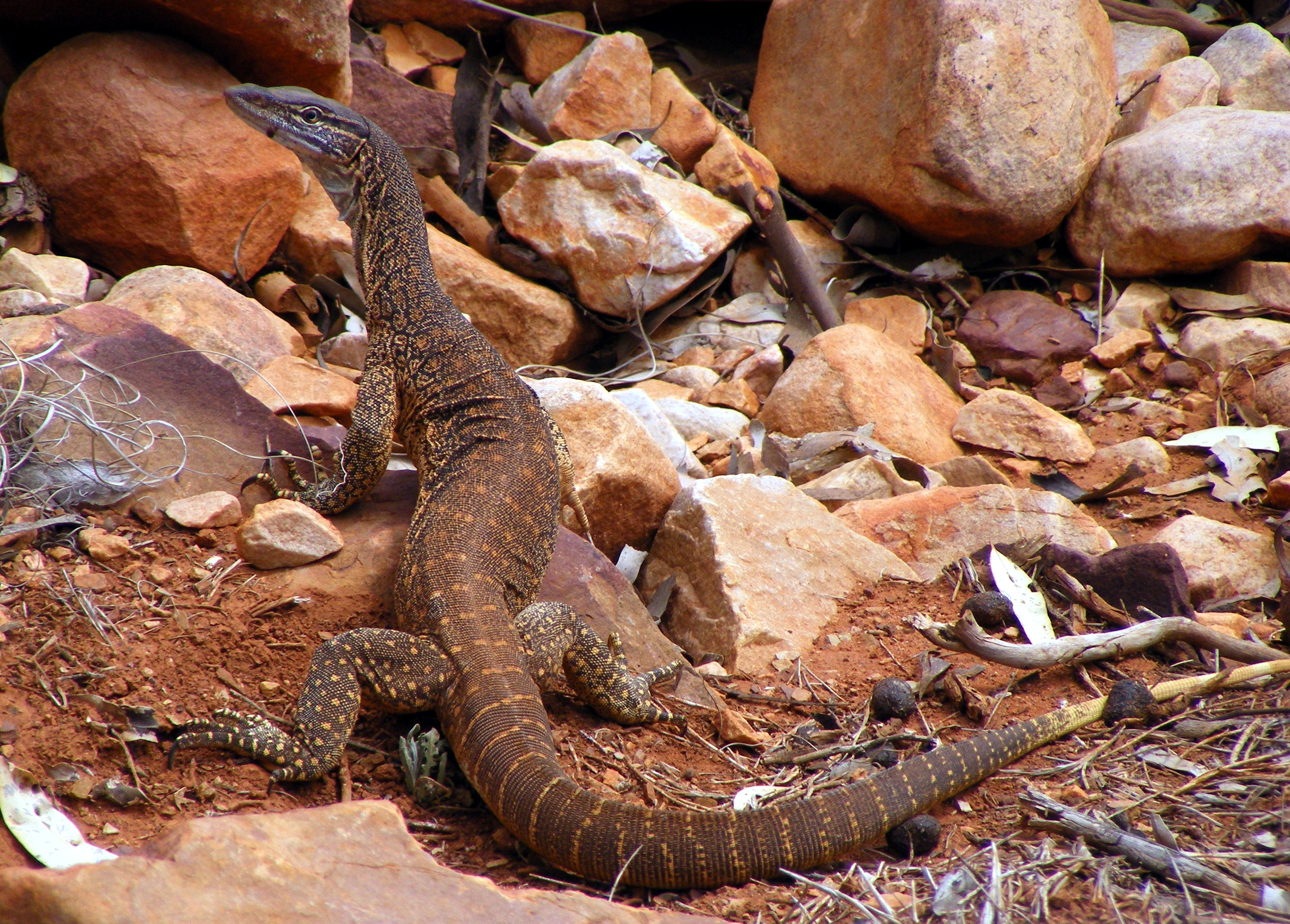
Dunkler Goulds Waran